# Ruth Etchells
Dorothea Ruth Etchells (1931 - 8 de agosto de 2012) fue una poetisa inglesa y directora universitaria que pasó la mayor parte de su vida laboral en la Universidad de Durham.
Desde 1968, enseñó en el Departamento de Inglés y pronto se convirtió en subdirectora de la Trevelyan College. En 1979 fue nombrada directora del Colegio de San Juan, de Durham, una notable designación, porque fue tanto la primera persona laica como la primera mujer en ser directora de un colegio universitario de la Iglesia de Inglaterra, Salón de Cranmer (parte de San Juan), que entrena el clero, que en esos días sólo se encontraban los hombres.
Ella fue un miembro de la Iglesia de la Corona de Inglaterra de la Comisión de Nombramientos que recomienda los futuros nombramientos del arzobispo de Canterbury. En 1992 se le otorgó un Doctorado en Divinidad de Lambeth.